# 弗雷德里克·斯蒂尔曼
弗雷德里克·斯蒂尔曼（瑞典語：Fredrik Stillman，1966年8月22日—），瑞典男子冰球运动员。他曾代表瑞典参加1992年和1994年冬季奥林匹克运动会冰球比赛，其中1994年奥运会获得一枚金牌。